# Johann Bernhard Fischer von Erlach
Johann Bernhard Fischer von Erlach (n. 20 iulie 1656, Graz, Monarhia Habsburgică – d. 5 aprilie 1723, Viena, Monarhia Habsburgică) a fost un arhitect și sculptor austriac, tatăl lui Joseph Emanuel Fischer von Erlach (1693-1742).

## Activitatea
Operele sale cele mai de seamă:
- Palatul de iarnă al prințului Eugen din Viena
- Palatul Schönbrunn din Viena
- Hofbibliothek din Viena
- Biserica „Karlskirche” din Viena
- Biserica „Sfânta Treime” din Salzburg

## Galerie de imagini
Principalele sale opere:

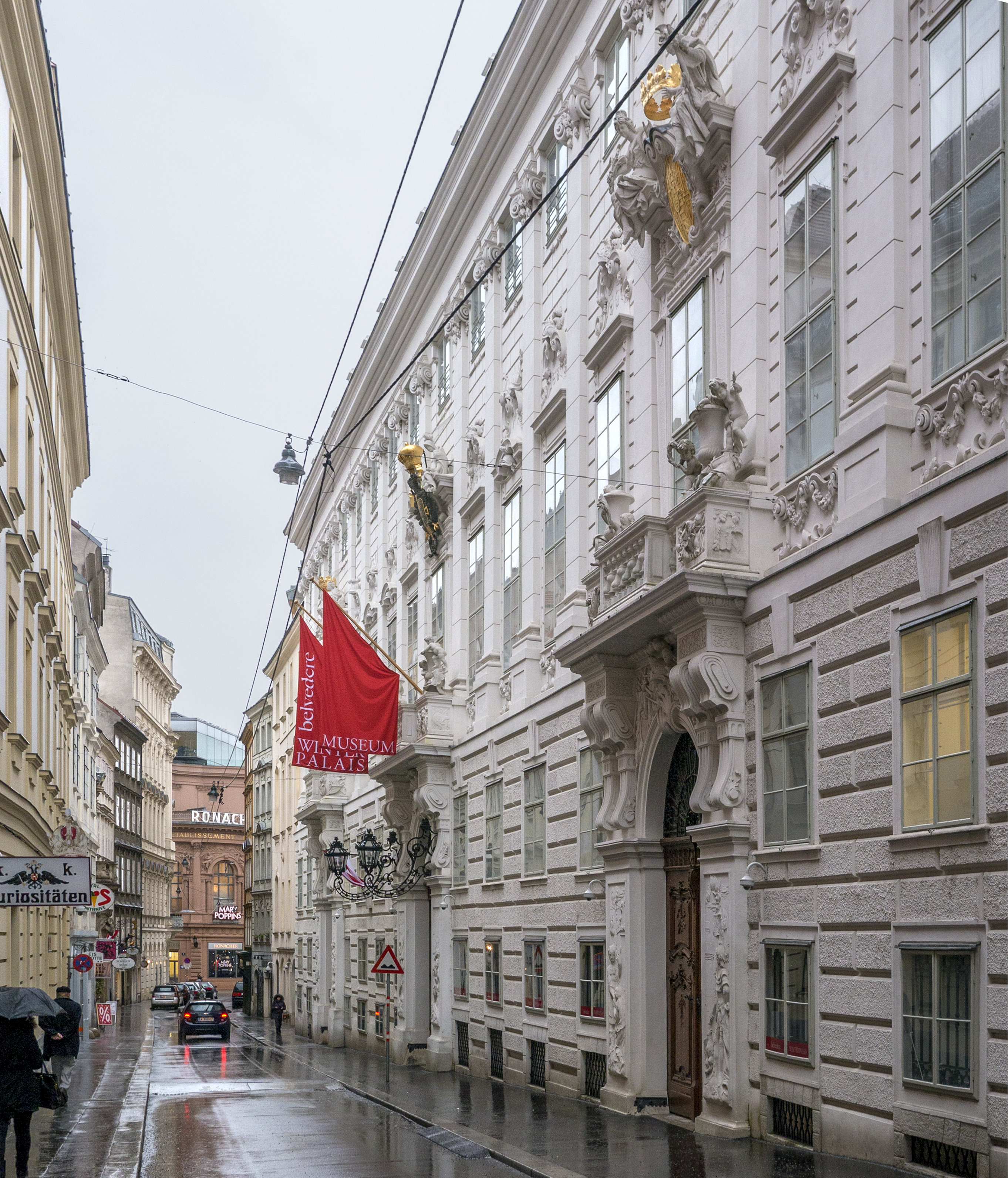
Palatul de iarnă al prinţului Eugen din Viena
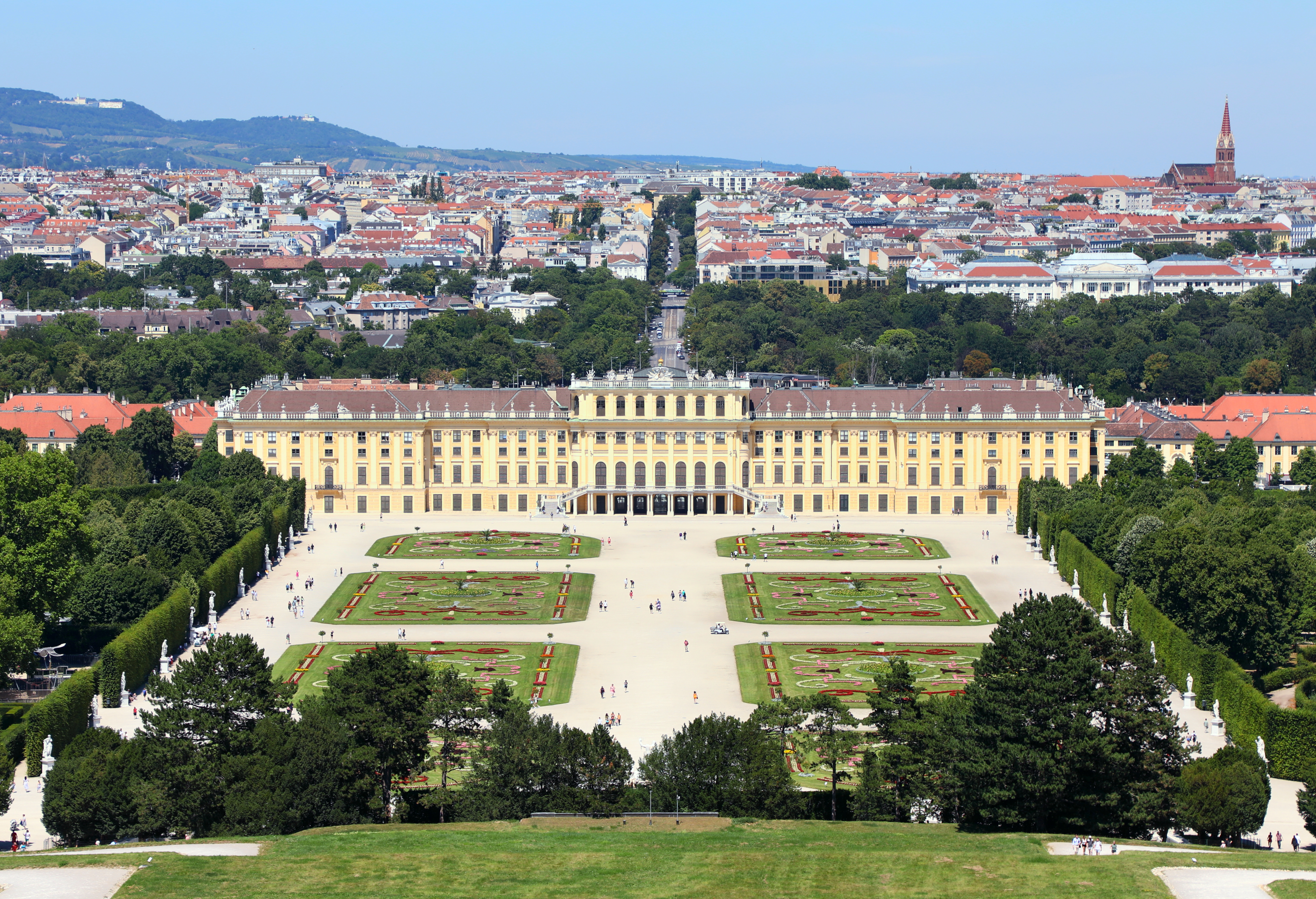
Palatul Schönbrunn din Viena
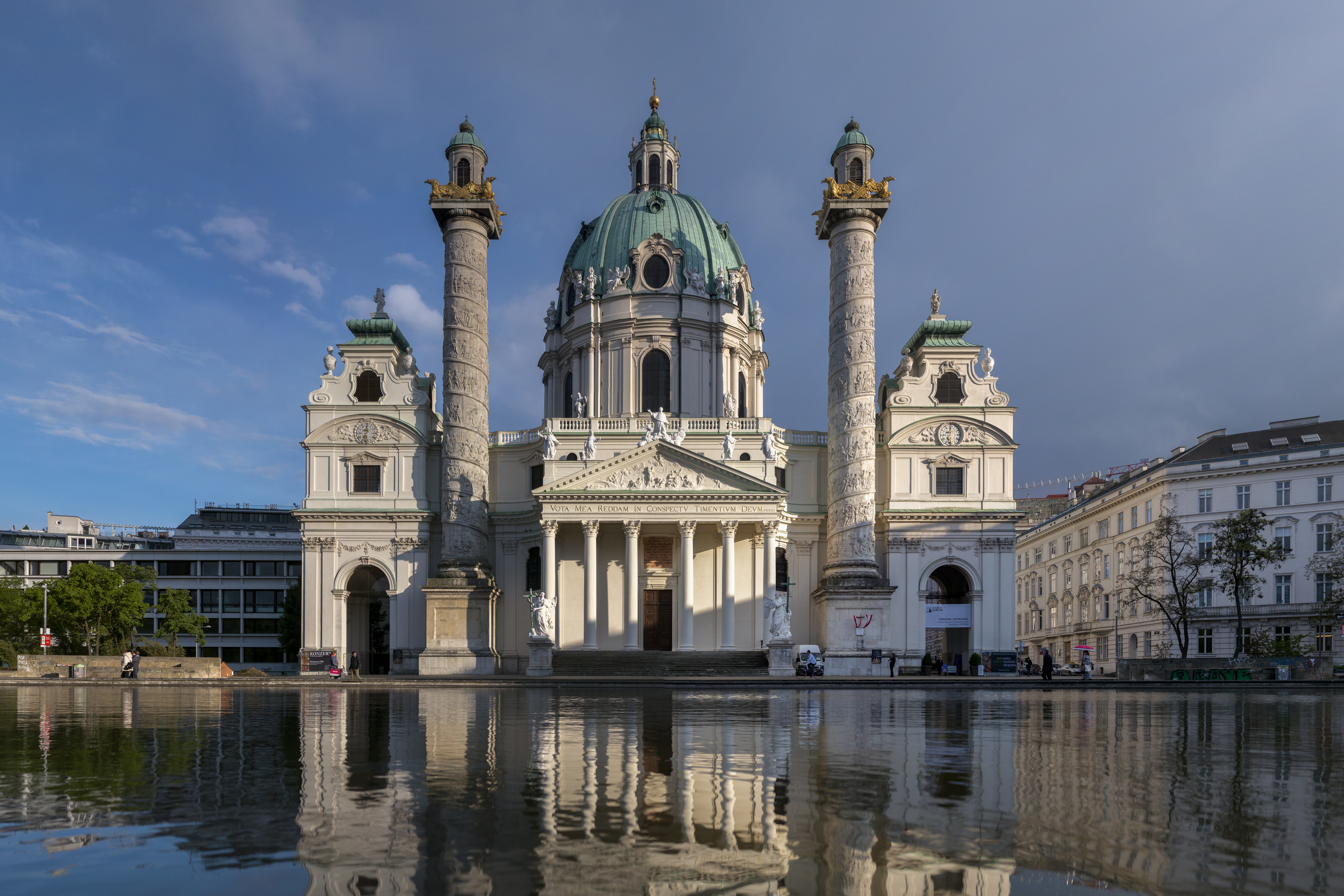
Biserica „Karlskirche” din Viena
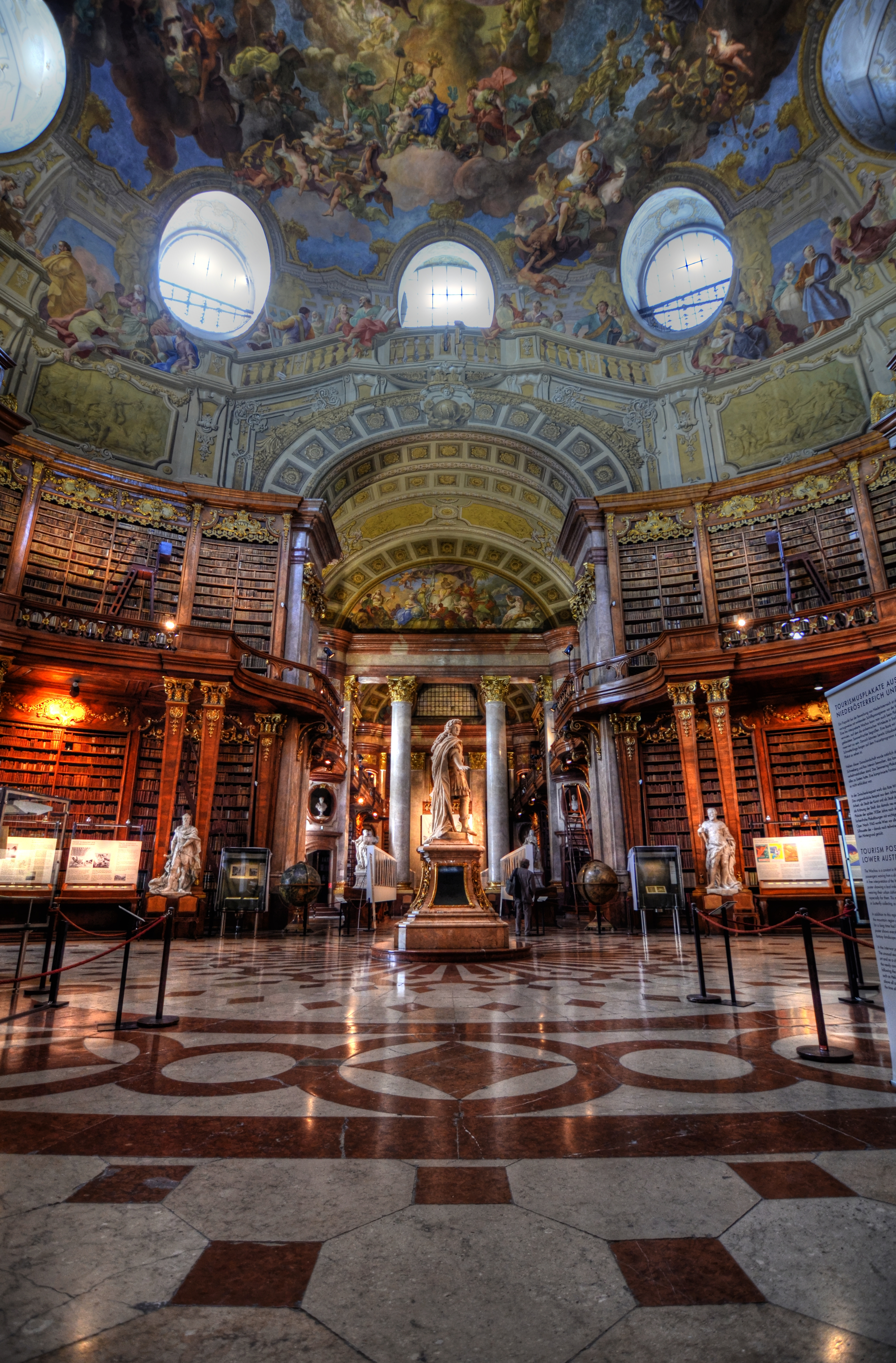
Biblioteca „Hofbibliothek” din Viena
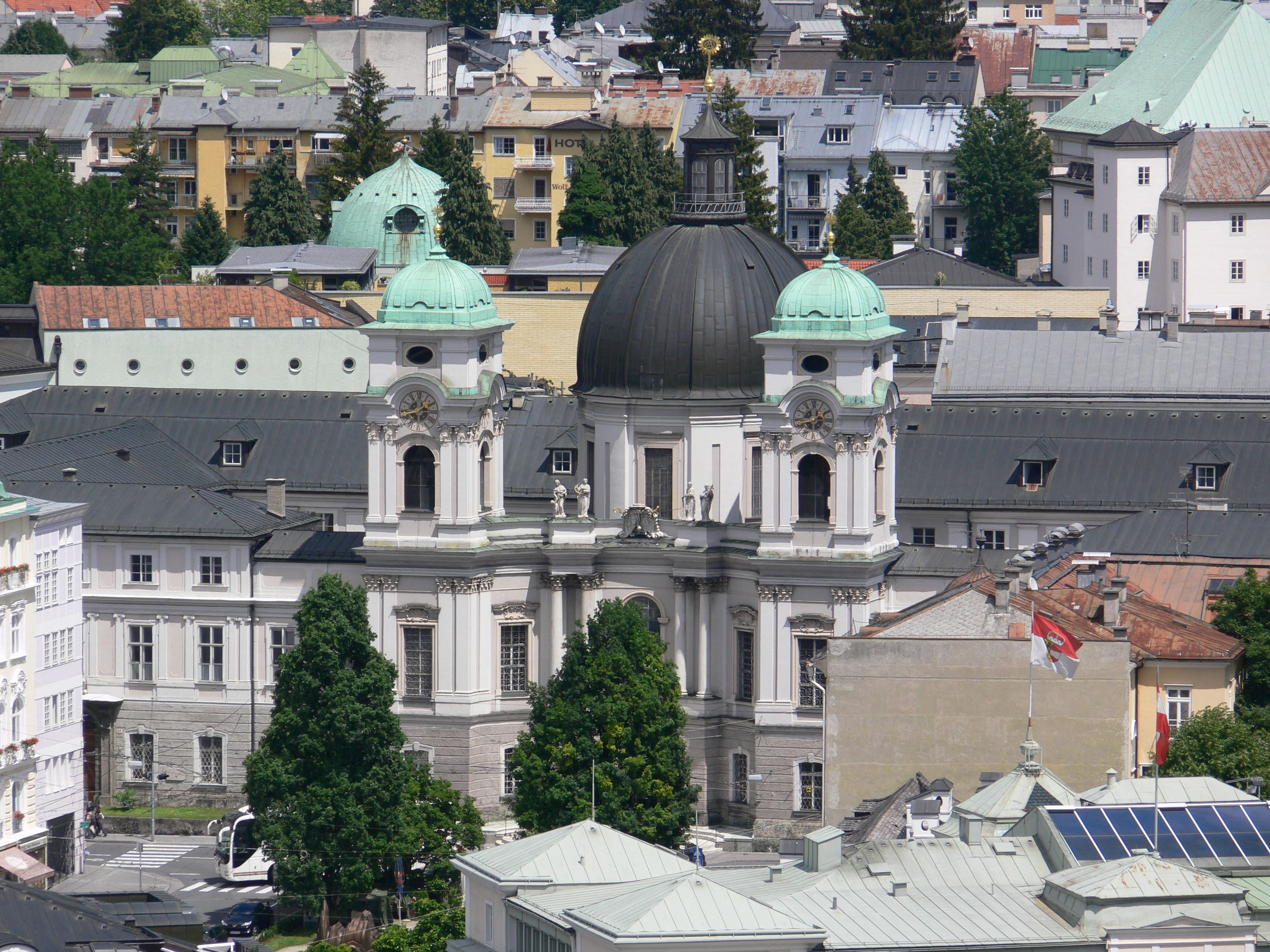
Biserica „Sfânta Treime” din Salzburg